# Vito Wormgoor
Vito Wormgoor (Aussprache: [ˈvɪ.to ˈʋɔrm.ˌɣʊːr]) (* 16. November 1988 in Leersum) ist ein niederländischer Fußballspieler. Aktuell spielt er für den niederländischen Verein SC Cambuur.

## Karriere

### Verein
Wormgoor spielte in der Jugend bei den Amateurvereinen HDS Den Haag und Door Ons Vrienden Opgericht, ehe er von den Scouts des AFC Ajax gesichtet und 2006 in deren Nachwuchsinternat nach Amsterdam geholt wurde. Dort spielte der Defensivspieler zwei Jahre und sollte 2008/09 in den A-Kader der Amsterdamer rutschen. Doch schließlich sicherte sich der FC Utrecht die Dienste Wormgoors und lockte ihn aus der Ajax-Schule in den Profikader des FCU. Der Transfer wurde am 2. September 2008 bekannt gegeben. Zuvor wurde bereits bekannt, dass Wormgoor von seinem Nachwuchskollegen Edgar Manucharyan 150 Euro gestohlen habe, die dieser ihm angeblich schuldete. Ajax zog daraus Konsequenzen und kündigte dem Verteidiger, so dass der Weg nach Utrecht frei war. Bereits am 14. September 2008 gab er gegen den FC Groningen sein Debüt in der Eredivisie. Bis zum Saisonende kamen weitere Spiele hinzu, den Durchbruch schaffte er allerdings noch nicht. Zur Saison 2009/10 wechselte er zum damaligen Zweitligisten De Graafschap. Hier schaffte er den Durchbruch, kam auf 30 Spiele und erzielte dabei zwei Tore. Am Ende stieg der Klub als Erster in die Eredivisie auf. Am Ende der Saison 2011/12 stieg De Graafschap ab, Wormgoor wechselte zu ADO Den Haag, bei denen er bereits im März 2012 einen Vierjahresvertrag ab der neuen Spielzeit unterschrieben hatte.

### Nationalmannschaft
Wormgoor war Juniorennationalspieler der Niederlande. 2009 wurde er in den Kader der U-21 für das Turnier von Toulon berufen.